# Jean-Paul Autin
Jean-Paul Autin (* in Grenoble) ist ein französischer Jazzmusiker (Saxophone, Bassklarinette).

## Leben
Autin spielte zunächst in Ensembles, die sich mit traditioneller Musik beschäftigten (1972–1979) und hat sich erst dann in Richtung Jazz und Neues Musiktheater orientiert. Er ist Mitgründer der „Cie de rue Musica Brass“, die politische Straßenmusik aufführte und eine „AvantGarde Républicaine“ (1980–1988) geschaffen hat. Mit François Raulin spielte er in der Gruppe „Amalys“ Worldjazz. Auch trat er zwischen 1984 und 1990 mit der französisch-schweizerischen Gruppe SMAC auf. Im Projekt Artrio ging er mit dem Jongleur Jérôme Thomas und dem Tambourinspieler Carlo Rizzo auf Tour und begleitete die Chansonette Michelle Bernard (1990–1991) ebenso wie Steve Waring (1987–2001). Mit Jacques Siron spielte er zwischen 1984 und 1990 im Quartett SMAC.
Seit 1986 ist er Mitglied der Lyoner Association à la Recherche d’un Folklore Imaginaire (ARFI), wo er zunächst Mitglied in der Bigband „La Marmite Infernale“ wurde, aber auch mit dem „Workshop de Lyon“ (in dem er an die Stelle von Louis Sclavis rückte), dem Bläsertrio „Apollo“ (mit Alain Gibert und Jean-Luc Cappozzo) und im „L'Effet Vapeur“ spielt. Daneben wirkt er auch in den audiovisuellen ARFI-Events mit. Weiterhin beschäftigt er sich in der Tradition von Luc Ferrari und Henri Fouré mit zeitgenössischer Musik.